# Esteban Giraldo
Esteban Giraldo Villareal deportivamente conocido como "La Muralla" (Medellín, Colombia, 3 de junio de 1992) es un futbolista colombiano. Juega como portero en el Lobos UPNFM de la Liga Nacional de Honduras.

## Trayectoria

### Inicios
Esteban nació en Medellín. A los doce años, entre el 1 de junio y el 1 de julio de 2004, debió ser hospitalizado por una artritis séptica (causada por la bacteria estafilococo aureus) que lo obligó a dejar la Escuela del Atlético Nacional y el Torneo Ponyfútbol en la ciudad de Medellín. Regresó a la actividad en abril de 2005, mediante el apoyo del Club Deportivo Campoamor, de Medellín, equipo en el que se recuperó y jugó los torneos de las categorías Sub-13, Sub-14 y Sub-15. Luego pasó a los clubes Deportivo Independiente Medellín en 2007 y Envigado entre 2008 y 2010, pero finalmente, emigró a Argentina en abril de 2010, estuvo a prueba en Gimnasia y Esgrima.
En el 2012, el joven portero emigró a Chile al Deportes Temuco, tuvo continuidad participando como capitán en Deportes Temuco Sub-19 entre agosto y noviembre de 2012. A fines de 2012 llega a prueba y se integra a Colo-Colo para la temporada 2013. Finalmente vuelve a Deportes Temuco luego de unas semanas.

### Deportivo Pasto
A partir del 2015 vuelve a Colombia, donde trabaja con el Deportivo Pasto a órdenes del técnico Óscar Héctor Quintabani, en el equipo nariñense debuta como futbolista profesional en Copa Colombia.

### Guarani
El 5 de julio de 2016 se oficializa su llegada al Guarani Futebol Clube de la Serie C por seis meses de contrato.

## Clubes
| Club                    | País       | Año        |
| Inferiores              | Inferiores | Inferiores |
| ----------------------- | ---------- | ---------- |
| Independiente Medellín  | Colombia   | 2004-2009  |
| Gimnasia y Esgrima (LP) | Argentina  | 2010       |
| Deportes Temuco         | Chile      | 2012       |
| Profesional             |            |            |
| Unión Temuco            | Chile      | 2013       |
| Colo Colo               | Chile      | 2013       |
| Unión Temuco            | Chile      | 2014       |
| Deportivo Pasto         | Colombia   | 2015       |
| Guarani                 | Brasil     | 2016       |
| Grêmio Catanduvense     | Brasil     | 2017       |
| RBV Chilomoni           | Malaui     | 2018       |
| Deportivo Garcha        | Guatemala  | 2018       |
| Sacachispas             | Guatemala  | 2019       |
| Cúcuta Deportivo        | Colombia   | 2020       |
| Deportivo Pereira       | Colombia   | 2021       |
| Real Cartagena          | Colombia   | 2021       |
| CD Universitario        | Panamá     | 2023-2024  |
| Lobos UPNFM             | Honduras   | 2024-Act.  |